# Турки ибн Таляль Аль Сауд
Турки́ ибн Таля́ль ибн Абдул-Ази́з А́ль Сау́д (араб. تركي بن طلال بن عبد العزيز آل سعود‎;  род. 11 мая 1968, Эр-Рияд) —  губернатор провинции Асир с 27 декабря 2018 года.

## Биография
Принц Турки родился 11 мая 1968 года в столице страны Эр-Рияде. Он четвёртый сын принца Таляля. Его матерью была Муди бин Абдул-Мусхин Алангари, третья жена его отца. У него есть две кровные сестры: принцесса Сара (род. 1973) и принцесса Нура. Позднее его родители развелись.
Он имеет степень бакалавра политологии. Также является выпускником двух военных академий: Королевской военной академии в Сандхерсте и Академии ВВС США. При этом он имеет почётную докторскую степень по менеджменту в Университете Аммана.
Принц Турки начал службу как пилот в Королевских ВВС , дослужился в итоге до бригадного генерала. Он был личным представителем своего отца и председателем совета попечителей в Ментор Аравии.
27 декабря 2018 года стал губернатором Асира, сменив на этом посту Фейсала ибн Халида Аль Сауда.

### Семья
Принц Турки женат, у него 5 детей.
Старший сын, принц Абдул-Азиз (род.1986) — бизнесмен и крупный инвестор.